# Adyroma reposita
Adyroma reposita är en fjärilsart som beskrevs av Heinrich Benno Möschler 1880. Adyroma reposita ingår i släktet Adyroma och familjen nattflyn. Inga underarter finns listade i Catalogue of Life.